# Druckstollen

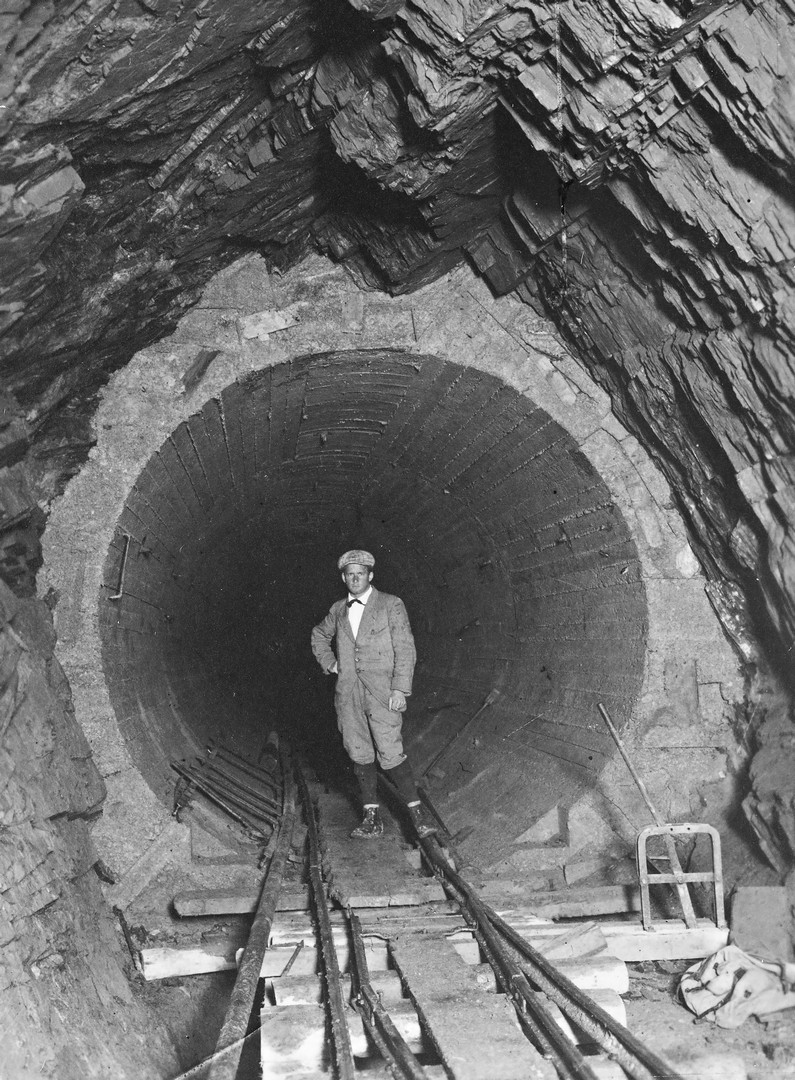
Blick in den Druckstollen des Kraftwerks Amsteg I während des Baus im Jahr 1921.

Ein Druckstollen (in vertikaler Richtung auch Druckschacht genannt) ist ein Stollen, also ein unterirdischer Tunnelgang, der als Wasserleitung genutzt wird, wobei der gesamte Querschnitt des Stollens mit Wasser ausgefüllt ist, so dass sich ein entsprechender hydrostatischer Wasserdruck aufbaut (Druckleitung).
Hierdurch unterscheidet sich ein Druckstollen vom Freispiegelstollen, der nicht vollständig gefüllt ist und in dem das Wasser wie in einem offenen Gerinne dem Gefälle folgend frei abfließt.
Druckstollen werden vor allem zur Führung des Triebwassers von Speicherkraftwerken benutzt, seltener auch in Wasserverteilungssystemen zur Führung von Trink- oder Bewässerungswasser, in Kanalisationssystemen (Druckentwässerung) oder zur Abführung von eindringendem Wasser im Berg- oder Tunnelbau (Wasserlösungsstollen). Erste Druckstollen sind bereits aus der Antike bekannt (unterirdische Aquädukte); später kamen Druckstollen bei verschiedenen Wasserkünsten zum Einsatz.
Erstellt werden Druckstollen mit Methoden des Tunnelbaus und des Bergbaus (siehe Bergbaustollen).
Damit das Wasser unter dem hohen Druck nicht durch Poren und Risse im Wandgestein versickert, der Stollen durch die Strömung nicht ausgewaschen wird und sich aus der Wand keine Gesteinsbrocken lösen können, die die Pumpen und Turbinen beschädigen könnten, werden Druckstollen in moderner Zeit üblicherweise wasserdicht und druckfest ausgekleidet („gepanzert“), etwa mit Stahlbeton, hochfestem Kunststoff oder einer Metallblechwandung. Nur wenn das Gebirge sehr dicht ist oder die Verluste durch Versickerung im Verhältnis zum Aufwand unerheblich sind, kann auf eine Abdichtung ausnahmsweise verzichtet werden.
Zur Vermeidung von Druckstößen verfügen lange Druckstollen heute üblicherweise über ein Wasserschloss.